# ガトー (潜水艦)
ガトー (USS Gato, SS-212) は、アメリカ海軍の潜水艦。ガトー級潜水艦の1番艦。艦名はメキシコ西部海岸沿いに生息する小さなトラザメの総称に因む。同名のアメリカ軍艦（USS Gato）としては初代。

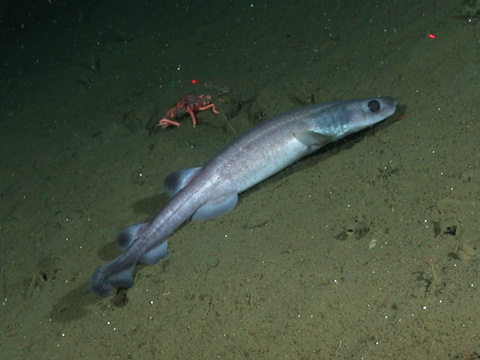
ファイルテール・キャットシャーク（メキシコでの通称Pejegato lima）

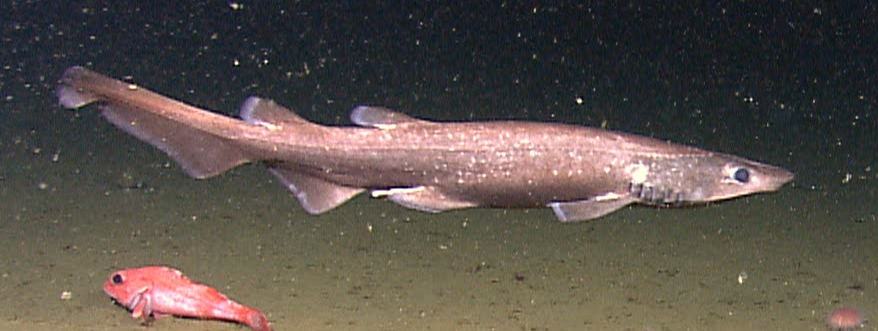
ブラウン・キャットシャーク（メキシコでの通称Pejegato marrón）

## 艦歴
「ガトー」は1940年10月5日にコネチカット州グロトンのエレクトリック・ボート社で起工する。1941年8月21日にロイヤル・E・インガソルの夫人ルイーズによって進水し、艦長ウィリアム・ジラード・マイヤーズ少佐（アナポリス1926年組）の指揮下1941年12月31日に就役する。コネチカット州ニューロンドンでの調整の後、ガトーは1942年2月16日に出航、パナマ運河とサンフランシスコ経由で真珠湾に向かった。

### 第1の哨戒 1942年4月 - 6月
4月20日、「ガトー」は最初の哨戒でマーシャル諸島方面に向かった。クェゼリン環礁近海で哨戒中の5月3日午後、北緯09度23分 東経167度22分 / 北緯9.383度 東経167.367度の地点で、環礁に入りつつあった特設空母「春日丸（大鷹）」に対して魚雷を5本発射したが、速力の測定ミスで命中しなかった。護衛の駆逐艦およびルオットからの千歳海軍航空隊所属一式陸攻が対潜掃討を行ったが、逃げることが出来た。5月7日から8日にかけては、クェゼリン環礁への輸送任務を行っていた海軍徴傭船「浅間丸」（日本郵船、16,975トン）を幾度となく目撃するが、攻撃には至らなかった。5月24日までクェゼリン環礁の周囲の哨戒を行った後、5月25日からはミッドウェー島西方の偵察を命じられて配備点に向かった。6月5日のミッドウェー海戦時にはミッドウェー島の西方280マイル (450 km)に位置していた。6月10日、51日間の行動を終えて真珠湾に帰投した。

### 第2、第3の哨戒 1942年7月 - 12月
7月2日、「ガトー」は2回目の哨戒で千島列島方面へ向かった。当時この方面には日本軍によるアッツ島・キスカ島への補給を妨害するために、「グロウラー (USS Growler, SS-215) 」や「グラニオン (USS Grunion, SS-216) 」など新鋭潜水艦が優先的に配置されていた。「ガトー」は幌筵島近海を中心に哨戒。8月15日、北緯51度05分 東経162度07分 / 北緯51.083度 東経162.117度の地点で9,300トン級の「金華丸（国際汽船、9,305トン）級貨物船」と駆逐艦を発見し、魚雷を5本発射して4本を命中させたと判断されて貨物船の撃沈を報じたが、戦後の調査では認定されなかった。8月20日、ダッチハーバーに入港。整備の後9月4日に出港して哨戒を再開し、キスカ島近海を行動した。哨戒再開時、「ガトー」は魚雷を2本しか積まず、残り22本は潜水母艦「フルトン (USS Fulton, AS-11) 」によってミッドウェー島に輸送された。10月7日、「ガトー」は真珠湾に帰投。艦長がロバート・J・フォレイ少佐（アナポリス1927年組）に代わった。
11月5日、3回目の哨戒でトラック諸島方面に向かった。11月12日には、ミリ環礁近海を航行中に爆撃を受けるが、被害はなかった。5日後の11月17日夜、南緯03度33分 東経153度46分 / 南緯3.550度 東経153.767度のタンガ諸島近海で2隻の重巡洋艦、1隻の軽巡洋艦および駆逐艦からなる艦隊を発見して全速力で追跡するも、やがて見失う。トラック、ラバウルとショートランド間の交通路を哨戒し、12月6日には南緯05度01分 東経153度01分 / 南緯5.017度 東経153.017度の地点で輸送船団に対して攻撃を行ったが、護衛の3隻の駆逐艦から爆雷攻撃を受けた。12月23日、48日間の行動を終えてブリスベンに帰投した。

### 第4、第5の哨戒 1943年1月 - 6月
1943年1月13日、「ガトー」は4回目の哨戒でソロモン諸島方面に向かった。1月21日、南緯06度12分 東経155度51分 / 南緯6.200度 東経155.850度のブイン近海で4隻の輸送船からなる輸送船団を発見して攻撃し、陸軍輸送船「乾坤丸」（乾汽船、4,575トン）を撃沈。続いて2日後の1月23日には南緯06度28分 東経156度05分 / 南緯6.467度 東経156.083度の地点で日本軍潜水艦を発見して魚雷を2本発射するも、命中しなかった。1月25日にも南緯06度00分 東経156度04分 / 南緯6.000度 東経156.067度の地点で重巡洋艦と駆逐艦を発見して攻撃するが、成功しなかった。1月29日には南緯06度21分 東経156度04分 / 南緯6.350度 東経156.067度のブーゲンビル島南東海面で陸軍輸送船「日運丸」（日産汽船、2,723トン）を撃沈。2月15日には南緯06度27分 東経156度02分 / 南緯6.450度 東経156.033度の地点で特設給糧船「駿河丸」（日本水産、991トン）を撃沈した。2月19日夜にも4日前とほぼ同じ南緯06度27分 東経156度01分 / 南緯6.450度 東経156.017度の地点で、千鳥型水雷艇と思われる艦艇に護衛された海軍徴傭船「日張丸（ひばりまる）」（日産汽船、6,550トン）に魚雷を命中させた。被雷した日張丸はショートランドに曳航されたが、4月17日にショートランドで基地航空隊の爆撃により沈没した。2月26日、44日間の行動を終えてブリスベンに帰投した。
3月19日、「ガトー」は5回目の哨戒でソロモン諸島方面に向かった。3月29日、ブーゲンビル島に接近し、オーストラリア人のエージェントを上陸させた代わりに、子供27名、その母親と見られる女性9名および修道女3名を収容した。次いでフロリダ諸島のラモス島に向かい、3月31日に同地で駆潜艇「SC-531」 に避難民を移動させた後、哨戒を再開。4月4日未明、「ガトー」はタンガ諸島とリヒア諸島間の海域で大型船を発見して接近するも敵の爆雷攻撃を受け、そのうちの3発の爆雷が有効打となって損傷し、一時ブリスベンに引き返して4月11日から20日にかけて修理を実施した。修理成って再出撃したのち、4月29日にブーゲンビル島トエプ港近辺に16人のオーストラリア陸軍沿岸監視隊を上陸させた。5月25日にはチョイセル島の湾を偵察した後、ギルバート諸島方面を通過して真珠湾に向かった。6月6日、72日間の行動を終えて真珠湾に帰投。メア・アイランド海軍造船所に回航されオーバーホールに入った。オーバーホールを終えると、8月22日に真珠湾に帰還した。

### 第6、第7の哨戒 1943年8月 - 1944年1月
9月6日、「ガトー」は6回目の哨戒でソロモン諸島方面に向かった。ジョンストン島で燃料を補給した後、ギルバート諸島方面の偵察を行いつつ南に向かい、9月19日にツラギ島に寄港。トラック方面の交通路やブーゲンビル島方面での偵察を実施し、10月8日には北緯05度27分 東経152度14分 / 北緯5.450度 東経152.233度の地点で2隻の輸送船に対して魚雷を発射するも、命中しなかった。10月19日未明にも北緯02度45分 東経151度30分 / 北緯2.750度 東経151.500度の地点で3隻の輸送船を中心とする輸送船団を発見して攻撃し、大型輸送船2隻に打撃を与えたと考えられた。2日後の10月21日には日本潜水艦に対して魚雷を3本発射したが、回避された。10月28日、50日間の行動を終えてブリスベンに帰投した。
11月18日、7回目の哨戒でビスマルク諸島方面に向かった。11月30日、僚艦「レイトン (USS Raton, SS-270) 」とともに哨戒中、北緯01度56分 東経147度21分 / 北緯1.933度 東経147.350度のマヌス島北方海域でパラオからラバウルに向かう輸送船団を発見。「レイトン」は2日前からこの輸送船団に喰らいつき、2隻の陸軍輸送船「百合丸」（大阪商船、6,787トン）「北光丸」（山下汽船、4,928トン）を撃沈していた。「ガトー」は船団に接近したものの警戒が厳しかったので、「レイトン」が護衛艦を引きつける役を自ら引き受け、護衛の「第39号駆潜艇」と浮上砲戦を交わした。「レイトン」が護衛艦を誘き出したことによって隙が出来、この間隙を突いて「ガトー」は陸軍輸送船「ころんびあ丸」（三菱商事、5,617トン）に魚雷を2本命中させて撃沈した。12月8日には、北緯01度05分 東経145度14分 / 北緯1.083度 東経145.233度の地点で2隻の輸送船に対して魚雷を発射し、4,500トン級輸送船を撃破したと報じる。12月16日には救命ボートに乗って漂流していた日本の軍人を救助。12月20日、サイパン島とムサウ島間の交通路を哨戒中、北緯01度26分 東経148度36分 / 北緯1.433度 東経148.600度の地点でラバウルに向かう第1182船団を発見。海軍徴傭船「常島丸」（飯野海運、2,927トン）を撃沈し、直ちに深々度潜航に移ったが、この時護衛の「第28号駆潜艇」と水雷艇「鴻」が爆雷攻撃を行ってきた。「ガトー」は水深100mを越える深度に避退していたものの、爆雷攻撃によって水密区画が損傷し、このため一時船体の数区画に浸水が起こった。爆雷攻撃から何とか逃れ、2時間後に浮上したところ、後部甲板に不発爆雷が1個転がっているのを発見した。この不発爆雷はゴムいかだに乗せて始末した。応急修理を行って哨戒を続行し、12月27日には南緯00度13分 東経147度31分 / 南緯0.217度 東経147.517度の地点で日本潜水艦と交戦。12月29日には南緯00度24分 東経146度00分 / 南緯0.400度 東経146.000度の地点で対空戦闘を行い、零式水上偵察機に命中弾を与えた。1944年1月5日から6日にかけてはグリーン島に探査部隊を送り込んだ。1月10日、54日間の行動を終えてミルン湾に帰投した。

### 第8、第9、第10の哨戒 1944年2月 - 9月
2月2日、「ガトー」は8回目の哨戒でビスマルク諸島、ニューギニア島、トラック諸島方面に向かった。2月5日、ラバウルへの攻撃に参加し撃墜された、フレッド・ハーグシャイマーなどP-38の搭乗員12名を収容する特別任務を遂行。2月15日には北緯04度00分 東経150度10分 / 北緯4.000度 東経150.167度の地点で特設監視艇「第三大洋丸」（日本真珠、36トン）を浮上砲戦で撃沈。夕刻には爆撃を受けるが、被害はなかった。2月17日のトラック島空襲で救助配備任務についた後、2月22日には北緯00度04分 東経130度44分 / 北緯0.067度 東経130.733度の地点で5,000トン級輸送船に対して魚雷を発射するも命中せず、2月26日夜から2月27日にかけては、南緯00度55分 東経139度02分 / 南緯0.917度 東経139.033度の地点で4隻の輸送船による輸送船団を発見し、陸軍輸送船「第三大源丸」（名村汽船、5,255トン）を撃沈。3月9日には南緯00度20分 東経135度23分 / 南緯0.333度 東経135.383度の地点で100トン級漁船を砲撃で撃沈し、3月12日には南緯00度20分 東経132度08分 / 南緯0.333度 東経132.133度の地点で陸軍輸送船「第三沖ノ山丸」（大図汽船、871トン）を砲撃により撃沈した。ハルマヘラ島方面まで哨戒した後、3月28日にミッドウェー島に寄港。4月1日、「ガトー」は60日間の行動を終えて真珠湾に帰投。艦長がリチャード・M・ファーレル少佐（アナポリス1935年組）に代わった。
4月30日、9回目の哨戒でトラック諸島方面に向かった。ミッドウェー島まで太平洋艦隊潜水部隊司令官チャールズ・A・ロックウッド中将を便乗させたのち、5月22日から23日にかけてはウォレアイ環礁の写真偵察を行った。6月11日から6月18日までの間は、サイパンの戦いの援護をしていた第58任務部隊（マーク・ミッチャー中将）の搭乗員救助任務に従事した。6月22日、48日間の行動を終えてマジュロに帰投した。
7月15日、10回目の哨戒で小笠原諸島方面に向かった。この哨戒でも、第58任務部隊の小笠原空襲の支援で救助任務に従事し、父島近海でパイロット2名を救助した。その一方、7月26日朝には北緯27度35分 東経141度45分 / 北緯27.583度 東経141.750度の地点で海防艦「五百島」「八十島」「隠岐」が護衛する輸送船団を攻撃するが成功せず、「ガトー」は「五百島」と「隠岐」の爆雷攻撃で追い払われた。9月2日、49日間の行動を終えて真珠湾に帰投。メア・アイランド海軍造船所に回航されて2度目のオーバーホールに入った。1945年に入ってから戦列に帰り、サイパン島に進出した。

### 第11、第12の哨戒 1945年1月 - 6月
1月28日、「ガトー」は11回目の哨戒で「ジャラオ (USS Jallao, SS-368) 」および「サンフィッシュ (USS Sunfish, SS-281) 」とウルフパックを構成し東シナ海、黄海方面に向かった。2月14日夜、「ガトー」は北緯32度43分 東経125度37分 / 北緯32.717度 東経125.617度あるいは北緯34度48分 東経125度25分 / 北緯34.800度 東経125.417度の済州島東南海域で、上海から佐世保に向かっていた「第205号海防艦」と「第9号海防艦」を発見し、魚雷4本を発射。うち2本が第9号海防艦に命中し、これを撃沈した。次いで2月21日には北緯35度24分 東経125度23分 / 北緯35.400度 東経125.383度の地点で輸送船「大陸丸」（拿捕船/元ギリシャ船カラヴァドス、大同海運委託/2,325トン）を撃沈した。2月28日以降は上海に至る海域での救助任務に就いた。3月13日、45日間の行動を終えてグアムアプラ港に帰投。艦長がリチャード・ホルデン少佐（アナポリス1937年組）に代わった。
4月12日、12回目の哨戒で日本近海に向かった。この哨戒では、主に沖縄空襲を実施する第58任務部隊の援護で救助任務に従事。また、4月22日から23日にかけては日本潜水艦からのものと思われる攻撃を受けたが回避した。4月27日から30日にかけては都井岬沖でB-29の搭乗員10名を救助した。6月3日、52日間の行動を終えて真珠湾に帰投した。

### 第13の哨戒 1945年7月 - 9月・終戦
7月8日、「ガトー」は13回目の哨戒で日本近海に向かった。7月18日までウェーク島近海で救助活動の任務に就いた後、東北地方沿岸部に針路を向けて救助活動を続ける。8月3日、北緯39度06分 東経142度02分 / 北緯39.100度 東経142.033度の地点で哨戒艇を発見、Mk27 誘導魚雷を使って攻撃し、哨戒艇の撃沈を報じた。8月15日に日本は降伏。「ガトー」はその直前に北緯41度20分 東経141度32分 / 北緯41.333度 東経141.533度の地点で最後の戦闘を行ったが、その戦果は認められなかった。8月31日、僚艦とともに東京湾へ入った。9月2日には戦艦「ミズーリ (USS Missouri, BB-63) 」などとともに、日本の降伏調印式に立ち会い、敵国の首都に勝者として入港するという名誉に浴した。「ガトー」は翌日東京湾を出港し、9月12日に61日間の行動を終えて真珠湾に帰投した。
「ガトー：はパナマ運河を経由してニューヨーク海軍造船所に到着し、1946年3月16日に予備役となる。その後はニューヨーク、メリーランド州ボルチモアなどで予備役訓練艦として使用され、1960年3月1日に除籍される。1960年7月25日にペンシルベニア州フィラデルフィアのノーザン・メタルズにスクラップとして売却された。
「ガトー」は第二次世界大戦の戦功で13個の従軍星章を、第4回から第8回までの哨戒での功績で殊勲部隊章を受章した。